# Vera Schoenenberg
Vera Schoenenberg (* 1973 in Plettenberg) ist eine deutsche Opern-, Operetten-, Lied-, Kantaten- und Oratoriensängerin (Sopran).

## Leben
Vera Schoenenberg studierte Schulmusik an der Musikhochschule Köln (Gesang: Klesie Kelly). Anschließend studierte sie bis 2000 an der Robert Schumann Hochschule Düsseldorf Operngesang bei Ingeborg Reichelt, Abschlussnote „sehr gut mit Auszeichnung“. Vera Schoenenberg belegte Meisterkurse für Oper bei Tamar Rachum, Richard Miller und Brigitte Fassbaender, im Oratorienbereich bei Ingeborg Danz.
Ein Erstengagement führte Vera Schoenenberg zur Jungen Kammeroper Köln, u. a. Erste Dame (Zauberflöte) und Suor Angelica (Suor Angelica), teilweise in Koproduktion mit der Deutschen Oper am Rhein.
2001–06 gehörte Vera Schoenenberg zum Ensemble des Ulmer Theaters. Sie debütierte als Violetta (La traviata). Weitere Partien: Lisa (Das Land des Lächelns), Eurydike (Orpheus in der Unterwelt), Ilja (Idomeneo), Sylvia Varescu (Die Csárdásfürstin) Jenny (Mahagonny), Micaela (Carmen), Josabeth (Athalia), Bianca (Eine florentinische Tragödie), Donna Anna (Giovanni) u. a.
Vera Schoenenberg gastiert regelmäßig, bisherige Bühnen waren unter anderen Augsburg, Basel (Violetta), London, Gamle Logen Oslo (Suor Angelica), Weißenhorn (Bastienne in Bastien und Bastienne).
2002: Seefestspiele Mörbisch, Sylvia Varescu (Die Csárdásfürstin).
2007/2008: Landestheater Innsbruck, Gräfin Mariza (Gräfin Mariza).
2008/2009: Staatstheater Meiningen, Adina (L’elisir d’amore) und Corilla Sartinecchi (Viva la Mamma).
Als Lied- und Konzertsängerin tritt Vera Schoenenberg in Deutschland (u. a. Nymphenburger Sommer, Konzerthaus Dortmund, Alte Oper Frankfurt), Österreich (u. a. Montafoner Musiksommer), Frankreich, Spanien, Israel und der Schweiz auf.
Fernsehproduktion beim NDR in der Reihe „Musikkontakte“ zum Themenschwerpunkt 'Operette', Dirigent Gerd Albrecht. In ORF, BR und 3sat Ausstrahlung der Csárdásfürstin-Produktion der Seefestspiele Mörbisch (2002).
Die Sängerin ist Dozentin für Gesang an der Universität Mozarteum Salzburg. Sie ist mit dem Dirigenten Nikolaus Netzer verheiratet. Das Ehepaar hat zwei Söhne.

## Diskografie
- Les deux journées (Der Wasserträger), franz. Oper von Luigi Cherubini, mit Andreas Schmidt (Naive)
- 3. Herbert von Karajan-Gedächtniskonzert Ulm 2003, Live-Mitschnitt mit Leo Nucci und Stella Grigorian (Hinweis unter http://www.grigorian.akw.at/mediathek.html)

## DVD
- Die Csárdásfürstin, Mörbisch 2002 (Videoland)